# 潘扎淖日
潘扎淖日，又做潘扎湖，是位于中国内蒙古自治区呼伦贝尔市陈巴尔虎旗西乌珠尔苏木西北的一个湖泊。其位置约在东经118°23′，北纬49°42′。湖面海拔520米，面积达2.5平方公里。该湖的沉积物主要是芒硝和石盐。因其湖边驻有汉族潘姓商人而得名。